# Dálnice E11 (Spojené arabské emiráty)
E 11 (arabsky شارع ﺇ ١١‎) je dálnice vedoucí podél pobřeží Perského zálivu ve Spojených arabských emirátech. Prochází emiráty Abú Zabí, Dubaj, Šardžá, Adžmán, Umm al-Kuvajn a Rás al-Chajma. Silnice tvoří hlavní tepnu některých měst, ve kterých má různé alternativní názvy – Sheikh Maktoum Road v Abú Zabí, Sheikh Zayed Road v Dubaji, a Sheikh Muhammad bin Salem Road v Rás al-Chajma. Je dlouhá 558,4 kilometru, začala vznikat kolem roku 1980.
Z hlediska údržby jde o nejnákladnější silnici v Perském zálivu, protože je téměř v 90 % délky souvisle osvětlena, zeleň kolem je ve více než 50 % délky uměle zavlažována a vzhledem k šířce a počtu pruhů si své žádá i pravidelná údržba.

## Sheikh Zayed Road

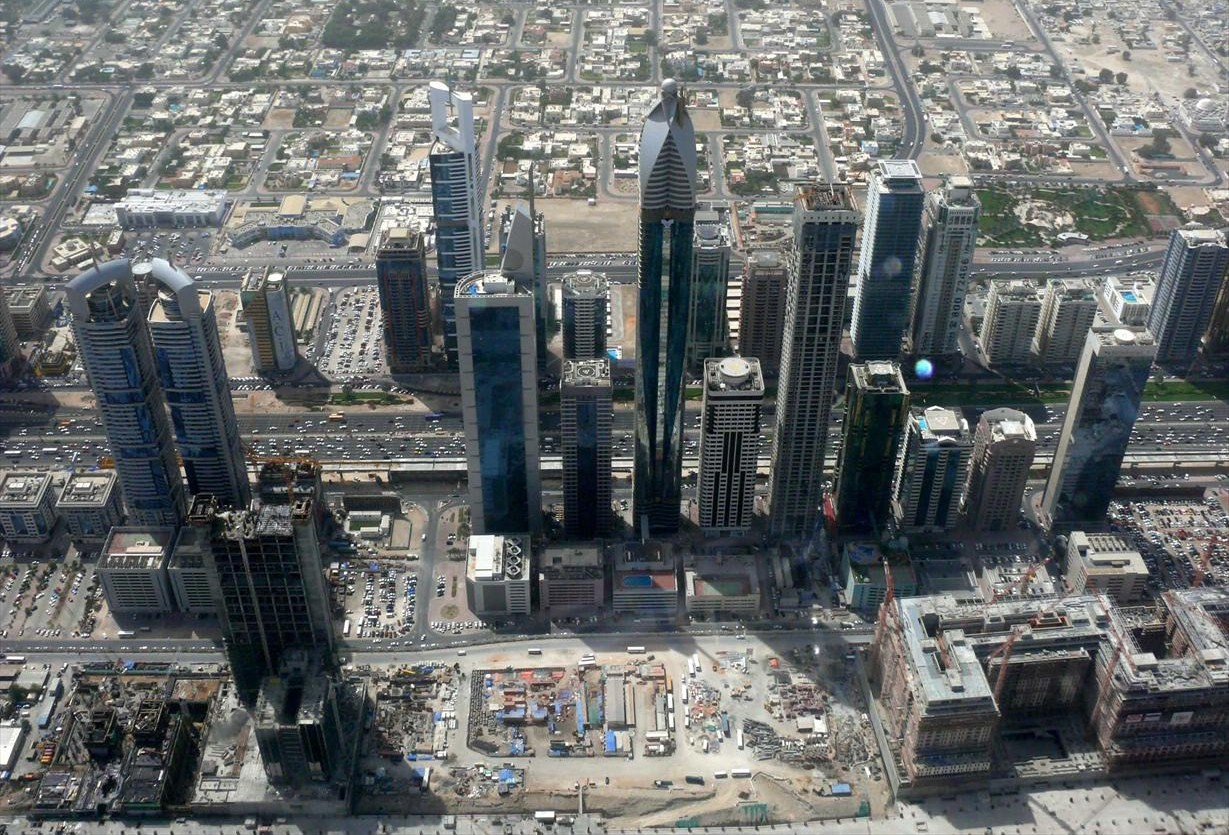
Mrakodrapy tyčící se kolem dálnice Sheikh Zayed Road (E11)

V Dubaji je silnice E 11 známá jako Sheikh Zayed Road (arabsky شارع الشيخ زايد‎), tvoří její hlavní tepnu. Vede souběžně podél pobřeží od hranice emirátu Abú Zabí 55 km až k přístavnímu městu Jebel Ali. Tato dálnice se v Dubaji lne podél nejslavnějších památek, staveb, čtvrtí a mrakodrapů jako například Dubai Marina, Palm Jumeirah, Burdž Chalífa, Emirates Towers, Dubai World Trade Center, podél silnice vede také téměř celá červená linka zdejšího metra.
Na této dálnici platí zákaz zastavování, pro zastavování jsou vyhrazeny postranní pruhy, které vedou paralelně jako vedlejší silnice.

### Historie
Dříve byla známa jako Defense Road nebo podle prvního dubajského mrakodrapu Dubai World Trade Center – Dubai World Trade Center. Mezi roky 1993 až 1998 byla silnice na tomto území prodloužena na délku 30 km. Původní dvouproudá silnice se stala dvanácti až šestnáctiproudou. S tímto vylepšením byla přejmenována podle bývalého prezidenta SAE Zajd bin Sultána Ál Nahján, který se postaral o rozvoj této země.